# Ейми Плъм
Ейми Плъм (на английски: Amy Plum) е американска писателка на бестселъри в жанра фентъзи и научна фантастика.

## Биография и творчество
Ейми Плъм е родена на 2 март 1967 г. в Портланд, САЩ. Израства в Бирмингам, Алабама, в условията на строго възпитание и ограничения. След гимназията учи в колежа „Уитън“ в Чикаго, който завършва с бакалавърска степен по психология.
Правилата на колежа също са много строги и тя се премества в Париж, където може да носи свободно любимите си черни дрехи и да танцува всичко, което ѝ харесва. След 5 години в Париж се премества в Лондон, където в Художествения институт „Курто“ получава магистърска степен по история на средновековното изкуство. Докато е в университета, се запознава със съпруга си Лоран. След дипломирането си се местят в Ню Йорк, където тя работи в бизнеса с изкуство и антики, а съпругът ѝ в магазин за вино в Бруклин. Имат две деца.
След почти 10 г. напрегнат живот в Ню Йорк семейството се премества в малко градче в долината на Лоара, Франция. Тя започва да преподава английски език в „University Tours“ и едновременно започва да пише романи. След като подписва през 2010 г. договор с издателство „HarperCollins“ напуска работата си и се посвещава на писателската си кариера.
Първият ѝ фантъзи роман „Обречени на безсмъртие“ от поредицата „Ревенант“ е издаден през 2011 г.
Ейми Плъм живее в със семейството си в Париж.

## Произведения

### Самостоятелни романи
- After the End (2014)

### Серия „Ревенант“ (Revenants)
1. Die for Me (2011)
Обречени на безсмъртие, изд.: ИК „ЕРА“, София (2011), прев. Цветана Генчева
2. Until I Die (2012)
Саможертва, изд.: ИК „ЕРА“, София (2012), прев. Цветана Генчева
3. If I Should Die (2013)
4. Die Once More (2015)
5. Inside the World of Die for Me (2016)

### Серия „След края“ (After the End)
1. After the End (2014)
2. Until the Beginning (2015)

### Серия „Заспивай“ (Dreamfall)
1. Dreamfall (2017)
2. Neverwake (2018)

### Документалистика
- An Alphabet of Paris Zombies (2016)